# Another Brick in the Wall
Vous lisez un « bon article » labellisé en 2007.
Another Brick in the Wall est un des titres les plus célèbres de Pink Floyd, composé par Roger Waters autour d'un même thème musical. Les trois parties figurent sur l'album The Wall paru le 30 novembre 1979. Respectivement sous-titrées Part 1, Part 2 et Part 3, ces chansons sont importantes dans le concept de l'album, puisqu'elles marquent la construction du mur derrière lequel s'enferme Pink, le personnage principal de l'album.
La seconde partie est la plus connue et est la chanson la plus connue du répertoire du groupe. Elle est l'unique chanson du groupe sortie en single qui arrive en tête de classements.

## Première partie
Pistes de The Wall
The Thin Ice The Happiest Days of Our Lives
Another Brick in the Wall Part 1 est la troisième chanson de l'album, et la première à évoquer dans ses paroles le « mur » qui est au centre de l'histoire. Le « mur » (« the wall ») est une métaphore de l'enceinte que le protagoniste, Pink, a bâtie autour de lui pour fuir la réalité, les « briques du mur » (« bricks in the wall ») étant les événements qui, au fil de son existence, l'ont poussé à bâtir cette protection. L'expression « another brick in the wall » se rapporte à la disparition du père de Pink.
C'est la première apparition sur l’album d'une signature rythmique en quatre temps (4/4), à laquelle la guitare donne un côté tranchant. La chanson est en ré mineur (Dm), tonalité aussi utilisée pour la première fois. Le thème principal est introduit ici de manière discrète, aidée par l'absence de batterie qui oblige à développer les qualités rythmiques tranchantes de la chanson. Pink évoque la mort de son père au cours de l'opération Shingle, à Anzio en Italie lors de la Seconde Guerre mondiale (1944). Il demande amèrement « Papa, qu'as-tu laissé pour moi en partant ? » (« Daddy, what did you leave behind for me? »), puis répond à sa propre question : « tout compte fait, ce n'était qu'une brique dans le mur » (« all in all it was just a brick in the wall »). Cette chanson marque ainsi la première véritable apparition du mur de Pink.
Dans l'adaptation cinématographique de l'album, The Wall, cette chanson sert de fond à une scène où la mère de Pink prie dans une église, devant une plaque dédiée aux morts d'Anzio. Pendant ce temps, son fils joue derrière elle avec un avion militaire, qui rappelle celui responsable de la mort de son père (vu précédemment sur The Thin Ice). On voit ensuite le petit Pink aller dans un parc réservé aux enfants de militaires avec sa mère. Elle part quelques instants dans un magasin pendant que Pink regarde les enfants jouer avec leurs pères. Il tente d'en suivre un, qui le rejette fermement. Pink va alors s'asseoir sur une balançoire et tente de se balancer, sans succès. Cette scène appuie les paroles de la chanson en développant l'absence du père, premier élément du mur de Pink.

### Personnel
- Roger Waters - basse, chant, chœurs
- David Gilmour - guitares, chœurs
- Richard Wright - Minimoog, piano électrique, orgue Hammond, synthétiseur Prophet-5
- Nick Mason, batterie

## Deuxième partie
Singles de Pink Floyd
Have a Cigar 
/ Welcome to the Machine
(1975) Comfortably Numb / Hey You
(1980)
Pistes de The Wall
The Happiest Days of Our Lives Mother
Another Brick in the Wall Part 2 est la cinquième chanson de l'album, et est aussi la plus célèbre des trois parties d'Another Brick in the Wall. Elle est parue en single quinze jours avant la sortie de l'album. On parle ici de la rigidité des règles dans les écoles dans les années 1950.

### Composition
Cette deuxième partie en ré mineur est à nouveau à quatre temps (4/4). La chanson assure la transition avec la précédente, The Happiest Days of Our Lives, avec le fameux cri perçant de Roger Waters — il crie ainsi notamment sur la chanson Careful with That Axe, Eugene de 1968. Les deux chansons sont parfois diffusées successivement à la radio, particulièrement dans les stations rock, à cause de leur liaison, tant sur le plan musical que sur celui des paroles. La chanson comporte une forte partie de batterie et des parties de guitares distinctes en arrière-plan, avec un solo de guitare très rock. L'arrangement comprend aussi une chorale d'enfants pour le second couplet. Lorsque la chanson se termine, on peut entendre des bruits de cour de récréation, ainsi que des professeurs grondant les enfants. Elle se termine en fondu avec une sonnerie de téléphone.
Le tempo disco aux accents pop a été suggéré par le producteur Bob Ezrin. C'était inattendu de la part de Pink Floyd, qui était réputé pour sa musique faite pour être écoutée, et non pour être dansée. Ezrin en a eu l'idée après avoir écouté le musicien disco Nile Rodgers à New York.
Sur la maquette originale de Roger Waters, le seul instrument accompagnant la chanson est une guitare acoustique. Lorsque Roger Waters faisait encore partie du groupe, c'est lui qui chantait. Après son départ de Pink Floyd, quand le groupe jouait la chanson en concert, c'est David Gilmour qui la chantait.

### Enregistrement
Pour cette chanson, le groupe a fait appel à une chorale scolaire, composée de 23 adolescents âgés de 13 à 15 ans, en contactant un professeur de musique, Alun Renshaw, travaillant à l'Islington Green School, dans les environs de leur studio d'enregistrement, Britannia Row. Le producteur Bob Ezrin voulait travailler avec une chorale d'enfants depuis qu'il en avait utilisé une pour School's Out d'Alice Cooper (1972). Pour donner l'impression d'une chorale beaucoup plus importante que celle qui a effectivement enregistré le morceau, le chœur a été travaillé en studio sur la base de la technique de l'overdubbing, en dupliquant douze fois l'enregistrement effectué. Bien que l'école ait reçu un paiement global d'environ 1 000 livres sterling, ainsi qu'un disque de platine, aucun contrat concernant les droits à verser aux choristes n'a été établi à l'époque. Par la suite, une nouvelle loi sur les droits d'auteur votée en 1996 au Royaume-Uni a permis à ces derniers d'entamer en 2004 une procédure pour réclamer leur dû : les professionnels de l'industrie de la musique estiment que les élèves pourraient prétendre à un cachet d'environ 500 £ chacun.
Lors du premier enregistrement de la chanson, elle ne durait qu'une minute et demie et il n'y avait qu'un couplet et un refrain. Bob Ezrin voulait qu'elle soit plus longue, mais le groupe a refusé. Lorsqu'ils sont partis, Ezrin ajouta la chorale d'enfants, quelques parties de batterie et a recopié le premier refrain à la fin. Il la fit écouter à Roger Waters, qui aima cette version. Le solo de guitare et quelques autres éléments furent alors ajoutés au mixage final.

### Analyse des paroles et interdiction en Afrique du Sud
Another Brick in the Wall est une chanson contestataire, ou « protest song », qui dénonce la rigidité des règles scolaires en général, et celle des internats en particulier, avec la phrase « We don't need no education » (« On n'a pas besoin d'éducation », la double négation étant une faute grammaticale courante, insérée ici volontairement, comme dans d'autres vers de la chanson). Elle reflète la vision de Roger Waters sur l'enseignement conventionnel ; il détestait ses professeurs de collège et pensait que ces derniers étaient davantage intéressés par le fait de faire régner la discipline que par celui de transmettre des connaissances aux élèves. Ici, l'expression « another brick in the wall » (« une autre brique dans le mur ») se rapporte à l'image du professeur, qui est donc perçu comme l'un des facteurs déclenchants de l'isolement mental de Pink, le héros de l'histoire contée dans l'album,.
En 1980, en Afrique du Sud, la chanson est adoptée comme hymne contestataire par des étudiants noirs protestant contre l'apartheid qui sévit alors dans les écoles du pays, et est par conséquent officiellement interdite par le gouvernement sud-africain le 2 mai de la même année, pour motif d'incitation à l'émeute.

### Version du film et clip vidéo
Dans la version du film The Wall, et dans le clip vidéo qui en est extrait, la chanson suit The Happiest Days of Our Lives où les enfants marchent à travers des machines qui les formatent, les affublant de masques et d'uniformes absolument identiques, pour finalement entrer dans un hachoir à viande. À la fin, les enfants se révoltent et détruisent l’école. Finalement, on s'aperçoit que tout s’est passé dans la tête de l'élève Pink, vexé que son professeur l'ait ridiculisé en lisant un de ses poèmes devant toute la classe — les paroles de ce poème sont les mêmes que celles de Money, une autre chanson de Pink Floyd.

### Sortie en single et popularité

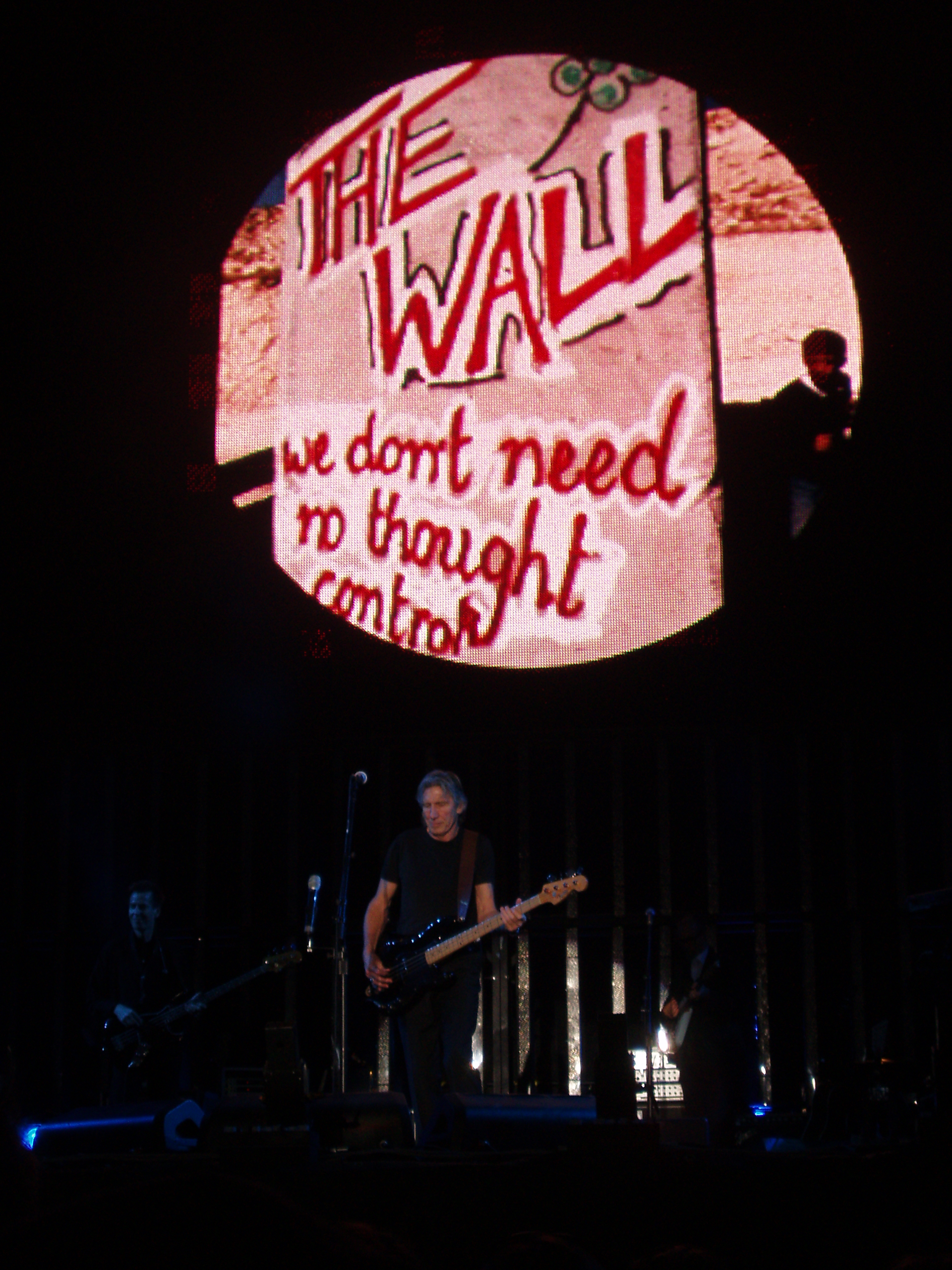
Roger Waters interprétant Another Brick in the Wall durant la tournée The Dark Side of the Moon (2006).

Cette partie constitue la plus connue des trois parties de la chanson, du fait de sa sortie en single, qui l'a propulsée en première place des hit-parades au Royaume-Uni, aux États-Unis et dans de nombreux pays. Le single est sorti en novembre 1979 et fut le dernier no 1 des années 1970 au Royaume-Uni. Cette chanson est la seule de l'histoire du groupe à occuper cette position dans les charts, Pink Floyd n'ayant sorti que peu de singles au cours de son existence : au Royaume-Uni, le dernier en date, Point Me at the Sky, était sorti en 1968 ; aux États-Unis, le précédent, Have a Cigar, était sorti en 1975. Le groupe ne sortait jamais de singles qui figuraient sur un de leurs albums, car leurs chansons étaient plus appréciées dans le contexte d'un album et d'un thème. Bob Ezrin a convaincu les membres du groupe en les assurant que la chanson n'atteindrait pas le haut des charts, mais le contraire se produisit. Nick Mason, le batteur du groupe, explique dans son livre Inside Out :
« Another Brick est devenu un single en partie grâce à l'influence de Bob Ezrin, qui, curieusement, a toujours voulu produire un single pop d'influence disco. D'un autre côté, nous avons abandonné l'idée de sortir des singles, dans un accès de dépit quand Point Me at the Sky n'avait pas atteint le niveau que nous voulions au hit parade. Bob a toujours gardé l'espoir de faire un single et c'est à la dernière minute que le morceau a été raccourci à la durée nécessaire. Le morceau était bâti sur un tempo de 100 battements par minute, ce qui était le rythme idéal du disco, et donc le concept d'un tube disco était né à notre grand étonnement. Un étonnement qui est devenu encore plus fort quand nous avons fini numéro un pour Noël 1979. »
Another Brick in the Wall (Part 2) fut placé au rang #375 sur la liste des 500 plus grandes chansons de tous les temps établie par le magazine Rolling Stone en 2003.
En France, la chanson s'est classé no 1 du hit-parade durant cinq semaines à partir du 5 février 1980.
En 1992, le 45 tours est réédité à l'identique par EMI France en tirage limité.
La chanson a été clasée 87e meilleure chanson britannique de tous les temps par XFM en 2010.

## Classements et certifications
| Classement (1979–1980)                 | Meilleure position |
| -------------------------------------- | ------------------ |
| Afrique du Sud (Springbok Radio)       | 1                  |
| Allemagne (Media Control AG)           | 1                  |
| Australie (Kent Music Report)          | 2                  |
| Autriche (Ö3 Austria Top 40)           | 1                  |
| Belgique (Flandre Ultratop 50 Singles) | 2                  |
| Belgique (Flandre VRT Top 30)          | 3                  |
| Canada (100 Singles)                   | 1                  |
| Canada (CHUM)                          | 1                  |
| Espagne (AFYVE)                        | 2                  |
| États-Unis (Billboard Hot 100)         | 1                  |
| États-Unis (Cash Box)                  | 1                  |
| États-Unis (Hot Dance Club Play)       | 57                 |
| États-Unis (Record World)              | 1                  |
| Europe (Eurochart Hot 100)             | 1                  |
| France (SNEP)                          | 1                  |
| Irlande (IRMA)                         | 1                  |
| Israël                                 | 1                  |
| Italie (FIMI)                          | 2                  |
| Norvège (VG-lista)                     | 1                  |
| Nouvelle-Zélande (RMNZ)                | 1                  |
| Pays-Bas (Nederlandse Top 40)          | 3                  |
| Pays-Bas (Single Top 100)              | 4                  |
| Portugal                               | 1                  |
| Royaume-Uni (UK Singles Chart)         | 1                  |
| Suède (Sverigetopplistan)              | 1                  |
| Suisse (Schweizer Hitparade)           | 1                  |

| Classement (1999)             | Meilleure position |
| ----------------------------- | ------------------ |
| Pologne (Classements Singles) | 29                 |

| Classement (2012) | Meilleure position |
| ----------------- | ------------------ |
| France (SNEP)     | 118                |

| Classement (1980)                | Position |
| -------------------------------- | -------- |
| Afrique du Sud (Springbok Radio) | 8        |
| Allemagne (Media Control AG)     | 2        |
| Australie (Kent Music Report)    | 4        |
| Autriche (Ö3 Austria Top 40)     | 2        |
| Belgique (Flandre Ultratop 50)   | 33       |
| Canada (Top 100 Singles)         | 1        |
| États-Unis (Billboard Hot 100)   | 2        |
| États-Unis (Cash Box)            | 3        |
| Italie (FIMI)                    | 12       |
| Pays-Bas (Nederlandse Top 40)    | 61       |
| Pays-Bas (Single Top 100)        | 44       |
| Suisse (Schweizer Hitparade)     | 1        |

| Pays                         | Certification | Ventes    |
| ---------------------------- | ------------- | --------- |
| Allemagne (BVMI)             | Or            | 250 000   |
| Danemark (IFPI Danemark)     | Or            | 45 000    |
| Espagne (AFYVE)              | Or            | 50 000    |
| États-Unis (RIAA) (Digital)  | Or            | 500 000   |
| États-Unis (RIAA) (Physique) | Platine       | 1 000 000 |
| France (SNEP)                | Or            | 841 000   |
| Italie (FIMI)                | Or            | 15 000    |
| Royaume-Uni (BPI)            | Platine       | 1 100 000 |

### Liste non exhaustive de reprises
- 1980 : le groupe américain de disco et de funk Snatch a sorti un EP avec une reprise de la chanson sur la face A[59] ;
- 1982 : le groupe italien Pink Project a interprété Disco Project, un mashup basé sur les paroles et le solo de guitare d'Another Brick in the Wall (Part 2) et sur la musique de Mammagamma et Sirius du groupe The Alan Parsons Project ;
- 1988 : le groupe industriel belge à;GRUMH... reprend le morceau dans son album "We Are a;GRUMH…And You Are Not" ;
- 1995 : Bob Rivers a parodié la chanson qui est devenue Hey Gingrich! Leave Our Lunch Alone[60] ;
- 1998 : le groupe Class of '99 a repris la chanson pour la bande originale du film The Faculty. Ce groupe était formé de Layne Staley (chanteur d'Alice in Chains), Tom Morello (guitariste de Rage Against the Machine et d'Audioslave), Stephen Perkins (batteur de Jane's Addiction), Martyn LeNoble (bassiste de Porno for Pyros, The Cult, et Matt Serletic ;
- 2000 : le groupe punk rock new-yorkais The Step Kings a repris la chanson dans leur album Let's Get It On! ;
- 2001 : le groupe Luther Wright and the Wrongs a repris la chanson sur leur album Rebuild the Wall (reprises de l'album The Wall façon bluegrass) ;
- 2004 : le groupe Korn a repris la chanson sur leur album Greatest Hits Vol.1 ainsi que pendant plusieurs concerts ;
- 2006 : le musicien Eric Prydz a fait un remix d'Another Brick in the Wall sur sa chanson Proper Education ;
- 2012 : la troupe des Enfoirés reprend cette chanson dans Le Bal des Enfoirés.
- 2015 : Desireless reprend cette chanson accompagnée de son groupe Operation of the Sun.

### Autres versions
- La version en single ainsi que le clip comporte une introduction à la guitare différente.
- Les versions (audio et vidéo) sur Delicate Sound of Thunder et Pulse (enregistrés après le départ de Roger Waters du groupe) présentent des solos de guitare de David Gilmour et du guitariste alors en tournée avec eux Tim Renwick. Ces solos de guitares étaient accompagnés par la ligne de basse du bassiste Guy Pratt.
- La version de Is There Anybody Out There? The Wall Live 1980-81 (des concerts de 1980-1981 à Earls Court, Londres) présente un solo de Snowy White ainsi qu'un solo de synthétiseur par le pianiste Richard Wright.
- La version sur compilation A Collection of Great Dance Songs ne contient pas la liaison au début avec The Happiest Days of Our Lives et est remplacée par un fade in.
- La chanson est incluse avec The Happiest Days of Our Lives dans la compilation Echoes: The Best of Pink Floyd, et se termine en fondu sur la première note d'Echoes.
- La chanson est aussi sortie sur un CD promotionnel pour le concert à Berlin de Roger Waters. Cette version inclut quelques effets provenant de la chanson Echoes et d'autres chansons de l'album The Wall[61].

### Personnel
- Roger Waters – basse, chant
- David Gilmour – guitares, chant
- Richard Wright – orgue Hammond, synthétiseur Prophet-5
- Nick Mason – batterie
- Islington Green School – chœurs

## Troisième partie
Pistes de The Wall
Don't Leave Me Now Goodbye Cruel World
Another Brick in the Wall (Part 3) est la douzième chanson de l'album, et l'avant-dernière du premier disque. L'histoire en est au point où Pink achève son « mur » et s'y enferme, complètement isolé du monde, ce qui se prolonge dans la chanson Goodbye Cruel World.
Dans l'adaptation cinématographique de l'album, The Wall, cette chanson sert de fond à un genre de rétrospective accélérée de la vie de Pink entrecoupée de scènes d'émeutes. Elle se clôt sur une vision du mur lui-même, immense et menaçant, plongé dans les ténèbres.
La chanson est en ré mineur (Dm) avec de nouveau une mesure en quatre temps (4/4) mais avec un tempo rock très violent, contrairement aux deux premières parties, qui étaient assez calmes comparées à celle-ci. La chanson est proche du hard rock et la voix du chanteur devient féroce. Sur la démo de l'album faite en 1978, The Wall Under Construction, la chanson est moins hard rock et ne comporte pas de batterie. Les paroles originales diffèrent de celles de la version définitive.
Dans l'histoire, le mur est presque achevé, Pink énumère ce dont il n'a désormais plus besoin ; sa femme infidèle, les drogues qui ont contribué à le plonger dans cet état et qui n'étaient, elles aussi, que « des briques dans le mur. » Cette chanson est suivie par Goodbye Cruel World qui voit l'achèvement du mur et l'isolement mental total de Pink.

### Personnel
- Roger Waters – basse, chant, guitare
- David Gilmour – guitares, synthétiseur Prophet-5
- Richard Wright – synthétiseur Prophet-5
- Nick Mason – batterie